# Estenosi vertebral lumbar
L'estenosi vertebral lumbar (EVL) o estenosi espinal lumbar o canal lumbar estret és una afecció mèdica en què el canal espinal s'estreny i comprimeix els nervis i els vasos sanguinis al nivell de les vèrtebres lumbars. L'estenosi espinal també pot afectar la regió cervical o toràcica, en aquest cas es coneix com a estenosi vertebral cervical o estenosi vertebral toràcica. L'estenosi lumbar de la columna vertebral pot causar dolor a la part baixa de l'esquena o a les natges, sensacions anormals i absència de sensacions (entumiment) a les cames, cuixes, peus o natges, o pèrdua de control de la bufeta i de l'intestí.
La causa precisa de l'EVL no és clara. L'estrenyiment de les estructures espinals en la medul·la espinal, com el canal central, els recessos laterals o el forats intervertebrals (l'obertura per on passa una arrel nerviosa espinal), ha d'estar present, però no són suficients per causar l'EVL. Es troba que moltes persones que se sotmeten a una ressonància magnètica presenten aquests canvis, però no presenten símptomes. Aquests canvis es veuen comunament en persones que pateixen degeneració espinal que es produeix amb l'envelliment (per exemple, hèrnia discal). El l'EVL també pot ser causada per osteòfits, osteoporosi, un tumor, un trauma o diverses displàsies esquelètiques, com ara la pseudoacondroplàsia i l'acondroplàsia.
Els professionals mèdics poden diagnosticar clínicament l'estenosi lumbar de la columna vertebral mitjançant una combinació d'antecedents mèdics exhaustius, exploració física i d'imatge (tomografia computada o ressonància magnètica). L'EMG pot ser útil si el diagnòstic no és clar. Les pistes útils que donen suport al diagnòstic de l'EVL són l'edat; dolor irradiant a les cames que empitjora amb una estada o caminada perllongades (claudicació neurogènica) i que s'alleuja assegut, estirat o inclinat cap endavant a la cintura; i una postura àmplia quan es camina. Altres pistes útils poden incloure debilitat objectiva o disminució de la sensació a les cames, disminució dels reflexos a les cames i dificultats d'equilibri, que estan fortament associades a l'EVL. La majoria de les persones amb EVL compleixen els requisits per a un tractament conservador inicial no operatiu. Els tractaments no quirúrgics inclouen medicaments, fisioteràpia i procediments amb injeccions a la columna. La cirurgia descompressiva de la columna pot millorar els resultats modestament, però comporta un risc més gran que el tractament conservador. En general, hi ha proves limitades per determinar si el tractament quirúrgic o si el conservador és més eficaç per a persones amb EVL simptomàtica. Les proves que recolzen l'ús de l'acupuntura també són limitades.
L'estenosi de la columna lumbar és una afecció comuna i provoca morbiditat i discapacitat substancials. És el motiu més freqüent de cirurgia de la columna vertebral en persones majors de 65. La malaltia afecta més de 200.000 persones als Estats Units.